# Rhun van Strathclyde
Rhun van Strathclyde (gestorven: ca. 875) was waarschijnlijk een koning van Strathclyde. De exacte data van zijn regering zijn niet bekend, maar waarschijnlijk verwierf hij de troon na de dood van zijn vader Artgal in 872 tot 878 toen zijn zoon Eochaid de troon verwierf. Rhun was getrouwd met een dochter van Kenneth I van Schotland. Waarschijnlijk werd tijdens zijn regering de kerk van Sint-Constantijn in Govan gebouwd.